# Пласа Италия (станция метро)
«Пласа Италия» (исп. Plaza Italia) — станция Линии D метрополитена Буэнос-Айреса.
Станция находится в районе Палермо, на пересечении Авениды Санта-Фе и площади Италии. От последней и получила своё название станция метро. Станция была открыта 29 декабря 1938 года. В 1997 году станция была включена в число Национальных исторических памятников. Предполагается, что станция Пласа Италия будет связана переходами со станциями строящихся линий Линии F и Линии I.
Пол центральной платформы украшает фреска, сделанная по эскизу 1939 года известного аргентинского художника Бенито Кинкелы Мартина, размером 6,35 x 4,23 метров, которая называется «Разгрузка судов» (исп. La descarga de los convoyes). У лестницы находится фреска 10,10 x 2,5 метров художника Фрая Гильермо Бутлера «Часовня на горе» (исп. Capilla en la sierra).
Кроме того вестибюль станции украшают ещё 2 фрески. Первая фреска размером 3,5 x 2,15 выполнена по эскизу 1938 года художника Леони Маттиса де Вильяра, состоит из композиций «Целование руки касиков» (исп. Besamanos de los caciques) и «Визит губернатора и коллективные свадьбы» (исп. La visita del gobernador y Casamientos colectivos). Вторая фреска изготовлена по эскизу 1938 года художника Хосе Милье «Иглесия-дель-Пилар, XIX век» (исп. La Iglesia del Pilar, siglo XIX).

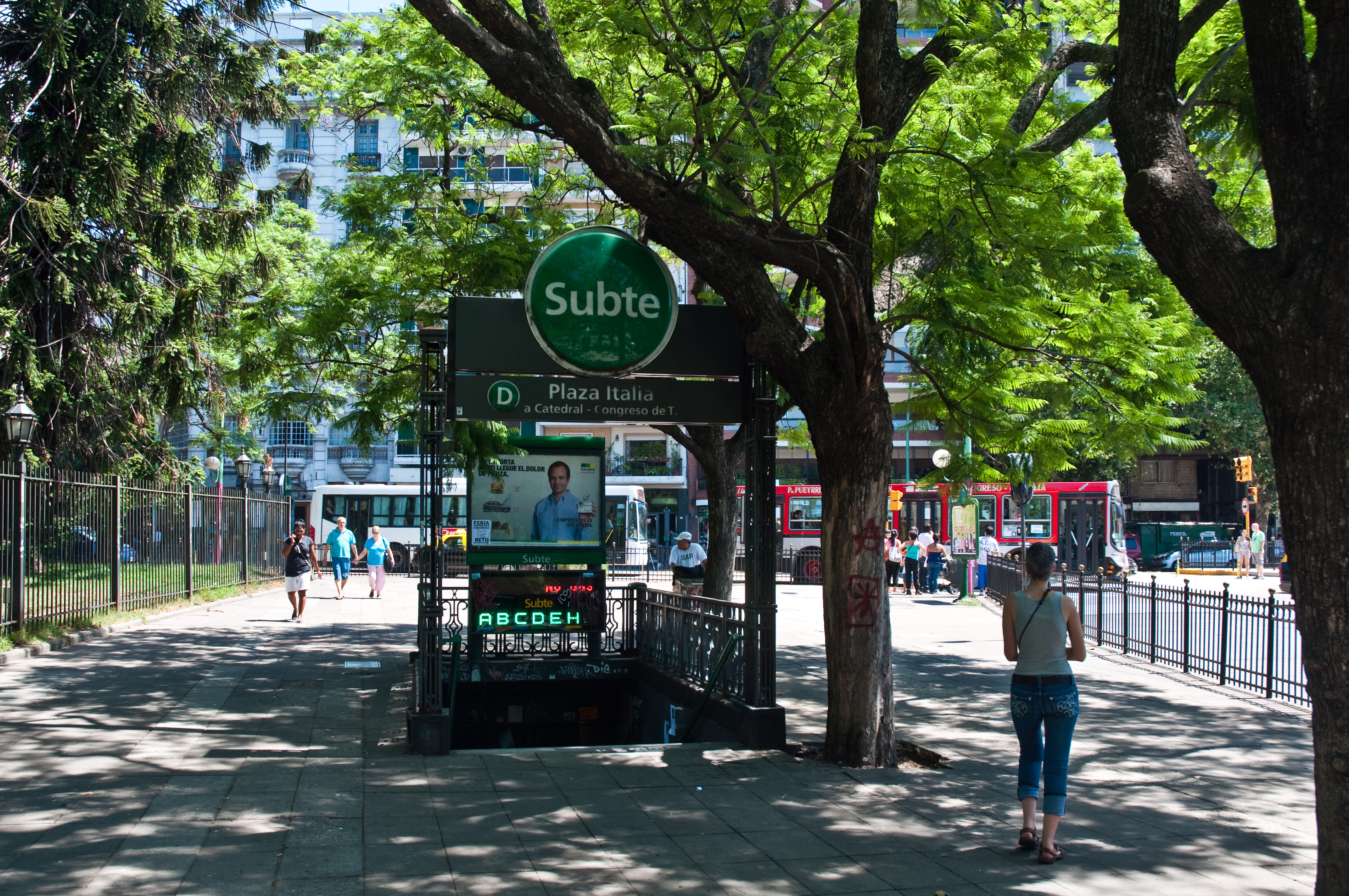
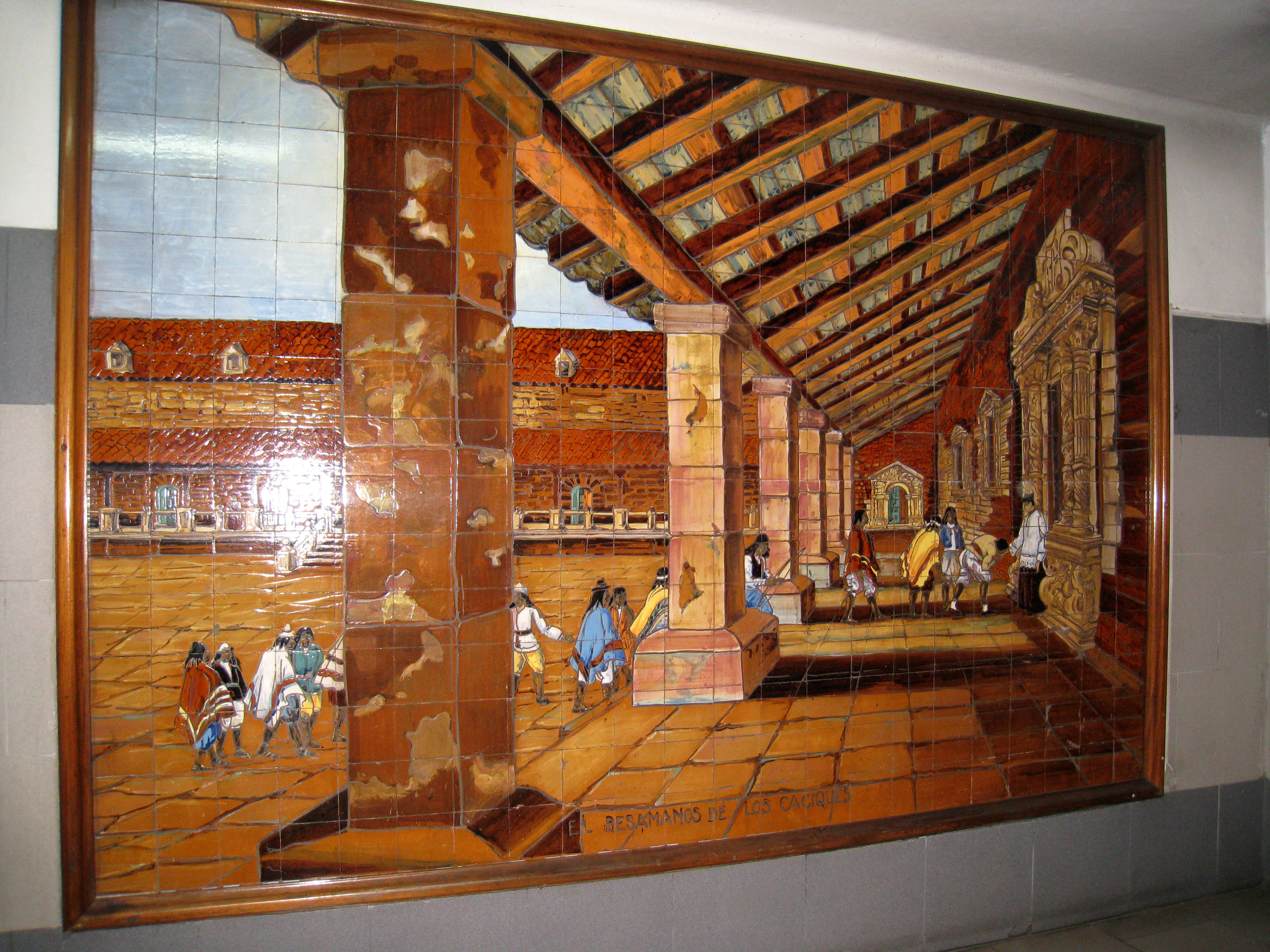
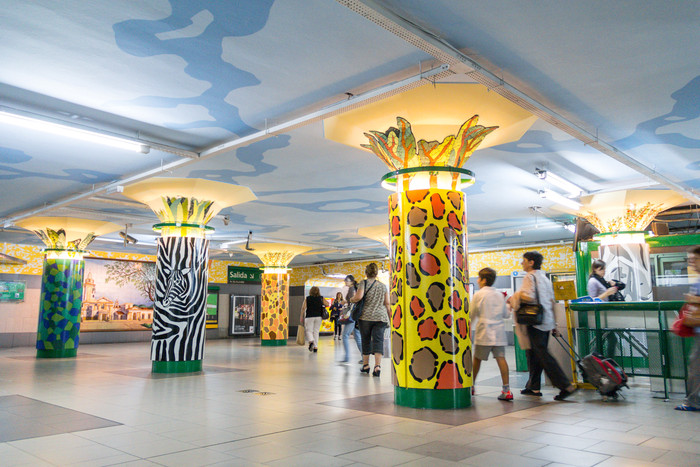
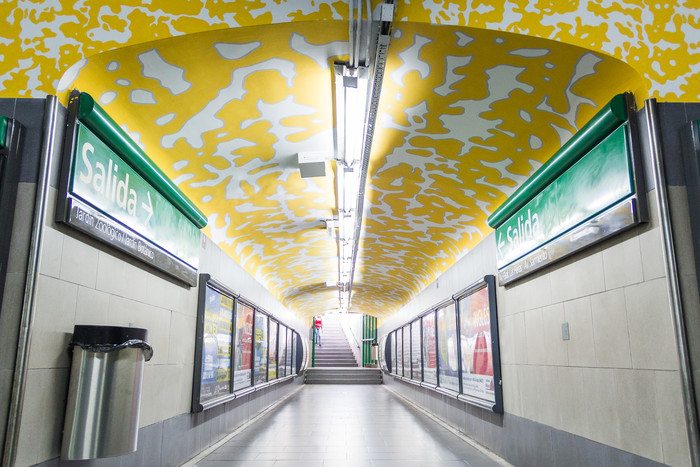
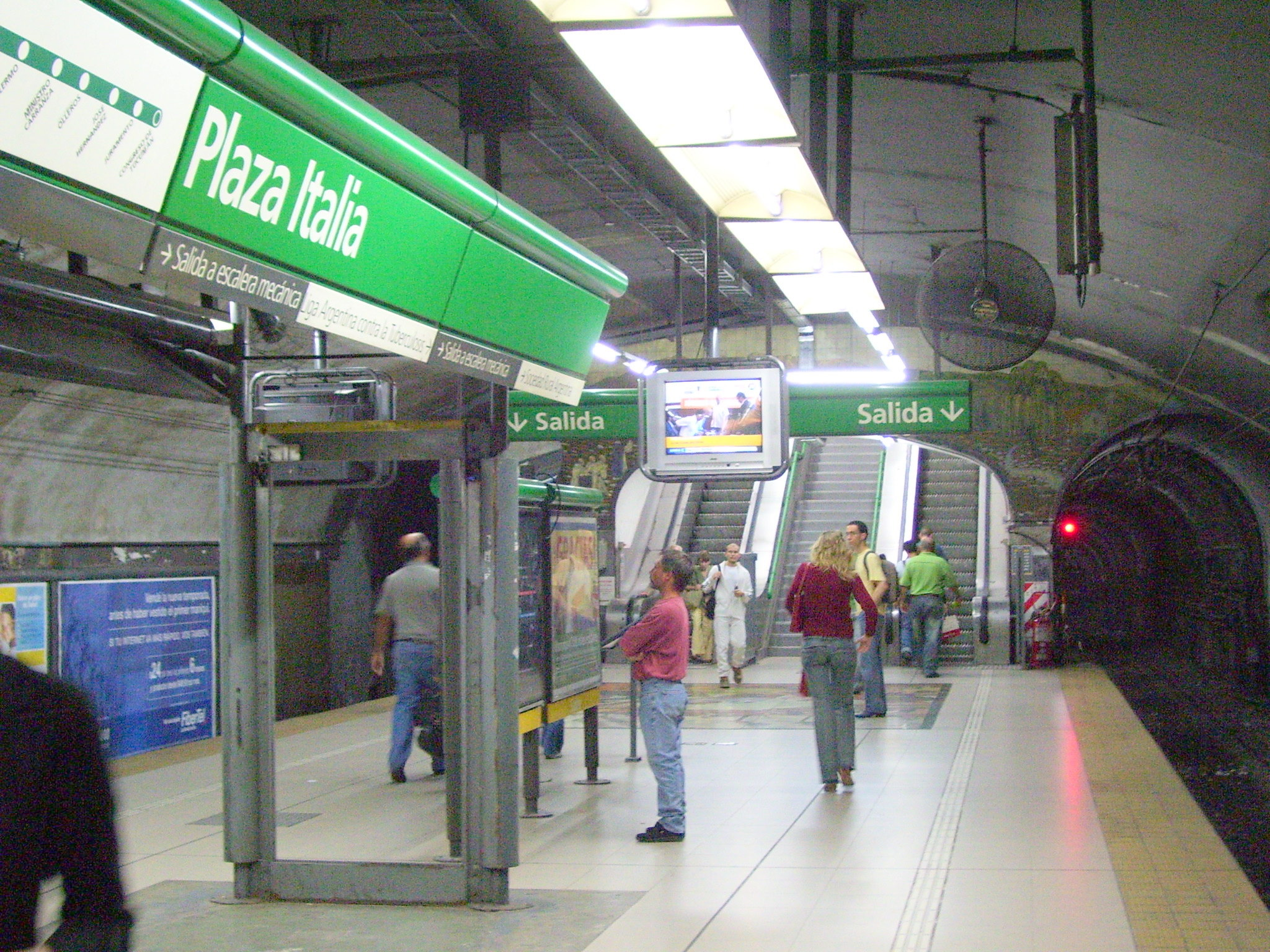